# Manitoba Census Division No. 10
Die Census Division No. 10 in der kanadischen Provinz Manitoba gehört zur North Central Region. Sie hat eine Fläche von 1914,6 km² und 11.941 Einwohner (Stand: 2016). 2011 betrug die Einwohnerzahl 10.673.

## Census Subdivisions
Im Folgenden die "Census Subdivisions" („Zensus-Untergliederungen“) der Division No. 10 mit Stand vom Census 2016.
- Cartier (Rural municipality)
- Macdonald (Rural municipality)
- St. François Xavier (Rural municipality)